# Musulami

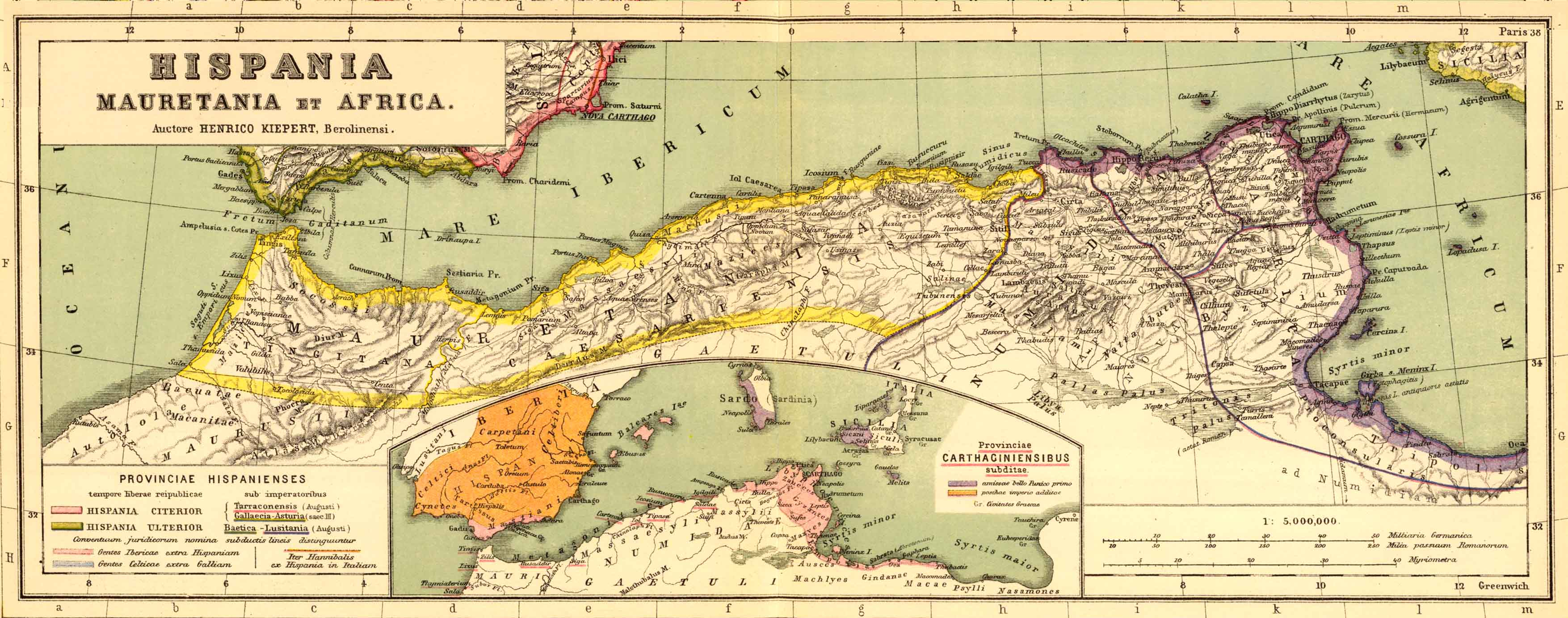
Le province di Mauretania e Numidia, con i territori meridionali dei Musulami e Getuli.

I Musulami (in latino Musulamii) erano una popolazione di lingua berbera che abitava a sud di Theveste e del massiccio montuoso dell'Aurès, in quella che sarebbe diventata la provincia romana di Numidia, l'attuale Algeria nord orientale. 
Confinavano ad ovest con la Mauretania, ad est con la provincia romana dell'Africa proconsolare ed a sud con il deserto del Sahara.

## Storia

### All'epoca di Augusto
Di questo popolo abbiamo poche informazioni dagli scrittori contemporanei. Sappiamo che sotto Augusto furono combattuti nel 3-5 d.C. Lucio Passieno Rufo (console del 4 a.C.) divenuto governatore della provincia dell'Africa proconsolare, otteneva gli ornamenta triumphalia per aver sconfitto le popolazioni nomadi di Getuli, ed appunto i Musulami.
Ed ancora nel 5-6 d.C. un certo Cosso Cornelio Lentulo (console nell'1 a.C.) batteva prima i Musulami e poi ancora i Getuli, che abitavano ad occidente ed a sud della Mauretania. Otteneva anch'egli gli ornamenta triumphalia e suo figlio poté fregiarsi del cognomen di Gaetulicus (Getulico).

### All'epoca di Tiberio
I Musulami sembravano definitivamente sottomessi, ma nel 17 scoppiava una grave rivolta presso queste genti, oppresse dagli eccessivi tributi che dovevano allo Stato romano. Sotto la guida di un numida di nome Tacfarinas, che aveva militato tra le truppe ausiliarie dell'esercito romano, prima di disertare. In Africa, provincia senatoria, furono inviati alcuni ambasciatori per trattare con i rivoltosi senza successo, mentre i generali inviati successivamente dal Senato, non riuscirono ad imporsi in questa guerra, a causa dei metodi da guerriglia imposti dalle popolazioni indigene.
Nel 19-20 d.C.	Tiberio era costretto a causa degli scarsi risultati ottenuti dopo già due/tre anni di guerra ad inviare temporaneamente dalla Pannonia l'intera legio IX Hispana, e forse anche alcune vexillationes (distaccamenti legionari della legio VIII Augusta).
Nel 21 era inviato sul teatro di guerra Quinto Giunio Bleso, zio di Elio Seiano. Quest'ultimo, sembra che in seguito ad alcuni buoni risultati, pur se parziali, otteneva gli ornamenta triumphalia.
Nel 24 d.C. il successore di Giunio Bleso, Cornelio Dolabella, riuscì a catturare ed uccidere Tacfarinas, modificando la tattica fino ad ora risultata improduttiva, dividendo le sue truppe in quattro colonne mobili, grazie anche all'aiuto di Tolomeo di Mauretania, succeduto da poco al padre Giuba, che si meritò il riconoscimento formale di socius et amicus populi romani.
Con il ripristino della pace, nella provincia d'Africa tornò rapidamente la prosperità, come ben testimoniano i numerosi edifici pubblici costruiti durante il regno di Tiberio a Thugga o a Bulla Regia. L'Africa continuava, inoltre, ad essere uno dei maggiori granai dell'impero. È proprio in questo periodo che la legio III Augusta era trasferita ad Ammaedara.
Nel 44-45 ci fu un'ultima rivolta tra i Musulami, che il nuovo governatore d'Africa, Servio Sulpicio Galba (il futuro imperatore), represse con grande rapidità. Altri episodi non sono ricordati da questo momento in poi, fino alla conquista dell'Africa da parte dei Vandali. Era infine insediata da Claudio una colonia ad Oppidum Novum nella fertile valle dello Chéliff.

### Coorti ausiliarie nell'esercito romano
Dopo la fine della rivolta del 24 o forse durante la dinastia dei Flavi, venne arruolata una coorte di Musulami, la cohors I Flavia Musulamiorum, che troviamo posizionata nel 69-70 in Giudea durante la prima guerra giudaica, in Siria sotto Domiziano, poi lungo i confini della Numidia e della Mauretania, sotto Traiano.

### Fonti primarie
- Hermann Dessau (a cura di), Inscriptiones Latinae Selectae,  120 e 8966.
- Hermann Dessau (a cura di), Inscriptiones Latinae Africanae,  471 e 472.
- Cassio Dione Cocceiano, Storia romana,  libro LV.
- Lucio Anneo Floro, Epitome di storia romana,  libro II.
- Paolo Orosio, Historiarum adversus paganos libri septem,  libro VI.
- Plinio il vecchio, Naturalis historia,  libro V.
- Velleio Patercolo, Storia di Roma,  libro II.

### Fonti secondarie
- C. Daniels, Africa, in John Wacher (a cura di), Il mondo di Roma imperiale, parte IV: le frontiere, Roma-Bari, Laterza, 1989.
- (EN) Lawrence Keppie, The Making of the Roman Army from Republic to Empire, University of Oklahoma Press, 1998.
- (EN) Ronald Syme, Some notes under the legions under Augustus, in Journal of Roman Studies, 1933.
- Ronald Syme, L'aristocrazia augustea, traduzione di C. Dell'Aversano, Milano, Rizzoli, 1993.